# Monestir de San Millán de Suso
El monestir de San Millán de Suso o monestir de Suso (suso significa "a dalt" en castellà, encara que ara és en desús) està situat prop de la vila de San Millán de la Cogolla, a la comunitat autòma de la Rioja (Espanya), en el marge esquerre del riu Cárdenas. Forma part d'un conjunt monumental amb dos monestirs, l'altre construït posteriorment i que se situa més a baix, anomenat San Millán de Yuso, els dos declarats Patrimoni de la Humanitat en 1997.
La construcció va començar a final del segle vi, té el seu origen en un cenobi visigot establert al voltant del sepulcre de l'eremita Aemilianus (Emilià, en castellà també Millán), mort l'any 574. En el decurs dels segles següents i fins i tot el segle xii sofreix diferents modificacions a conseqüència del canvi de vida eremítica a la cenobítica i posterior monàstica. S'hi distingeixen l'estil mossàrab i el romànic. Té una importància no només artística i religiosa, sinó també lingüística i literària. Aquí un monjo va escriure les Glosas Emilianenses que eren anotacions explicatives en els marges d'unes pàgines escrites en llatí, les esmentades anotacions eren escrites en romanç o en un precastellà poc evolucionat respecte del llatí. En aquest monestir també apareixen al seu torn les primeres anotacions escrites en basc, pel que s'ha considerat el bressol dels esmentats romanços hispans i del basc. Aquí també va habitar el monjo i primer poeta de nom conegut en castellà, Gonzalo de Berceo.

## Història

### Orígens
En els primers temps de l'arribada dels visigots a la Península, es va retirar a aquest lloc apartat i recòndit l'anacoreta Emilià, fill d'un pastor i natural de Vergegium, actual Berceo. Aquí va viure com a ermità, aixoplugat en una petita cel·la. Va morir a l'edat de 101 anys i fou enterrat en una tomba excavada a la roca. Se sap molt de la seva vida perquè va ser escrita en llatí cap a l'any 635 pel bisbe Brauli de Saragossa, fou Gonzalo de Berceo, que es va educar en aquest monestir, qui va traduir aquesta biografia del llatí a versos a llengua vulgar o romanç.
El petit monestir es va construir al voltant de la cel·la rupestre de l'ermità. En una primera etapa (segle v i principis del VI) s'excavaren coves aprofitant buits del terreny, les quals es distribueixen en dos nivells destinats a habitacions, i unes altres dues a oratori, on actualment se situen el cenotafi de San Millán i l'ossera.

### Cenobi visigot
Entre els segles vi i vii, el canvi de vida eremítica a cenobítica va exigir la construcció d'un edifici per reunir-se, sent aquesta la primera construcció pròpiament dita, corresponent-se amb els dos compartiments voltats que se situen més a la dreta segons s'entra al monestir existent, dels quals es conserven actualment els murs i alguns dels arcs visigots.

### Època mossàrab

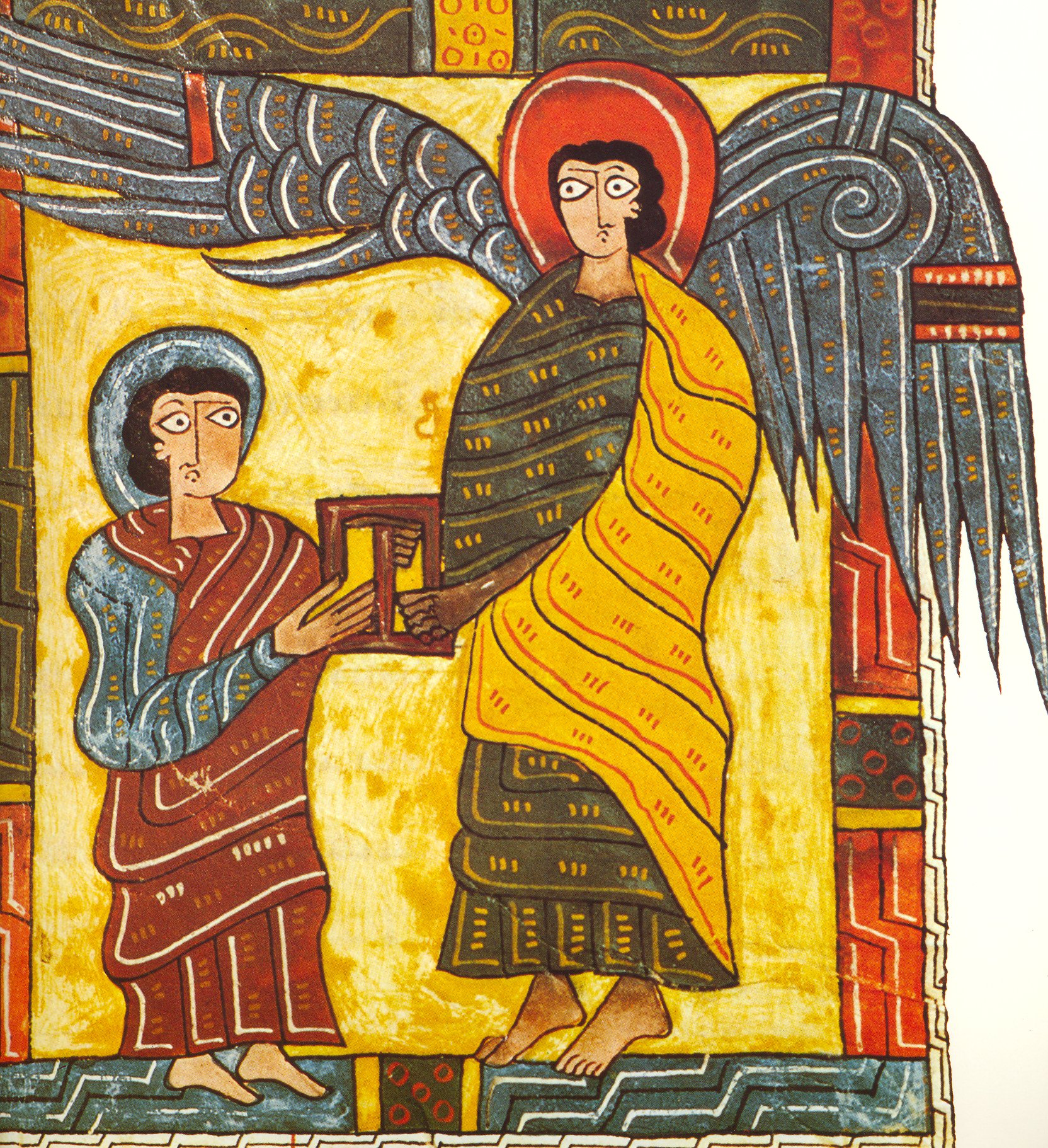
Miniatura del Beatus de l'Escorial copiat a Suso

En la primera meitat del segle x i a partir del cenobi visigot es va construir el monestir mossàrab, consagrat l'any 954, sota Garcia II Sanxes I de Navarra, del qual es conserva gran part de l'estructura. A aquesta etapa corresponen la galeria d'entrada i la nau principal de l'església, construïda amb voltes d'estil califal i arcs de ferradura. En aquesta època el monestir tenia un important escriptori on es produeixen i reproduïen textos importants. A més de les Glosas Emilianenses, escrites a cavall dels segles x i xi hom coneix còpies del comentari de l'Apocalipsi, com el Beatus de l'Escorial.
L'any 1002, Almansor va incendiar i destruir aquest monestir, desapareixent amb això la decoració pictòrica i estucs mossàrabs.

### Ampliació romànica
L'any 1030, Sanç III de Navarra, amb motiu de la santificació de sant Emilià, va restaurar i ampliar el monestir per l'oest afegint dos arcs més de mig punt als existents de ferradura i es canvia la situació de l'altar que s'orienta a llevant. Amb aquesta reconstrucció hom aprofita per imposar la regla benedictina a la comunitat de Suso. Alhora es traslladen les restes del sant a una arqueta d'argent. Poc després, amb la fundació del monestir de San Millán de Yuso en 1053, les despulles del sant són traslladades al nou establiment, no sense polèmica. Una llegenda ens fa saber que el propòsit inicial era de traslladar el cos del sant al Monestir de Santa Maria la Real de Nájera però quan la processó passava pel lloc de Yuso, els bous que tiraven del carro no van seguir, i allà es va quedar. El monestir de Suso va quedar pràcticament sense activitat. Finalment, en els segles XI i xii es realitzaren altres ampliacions amb murs i arcs de mig punt davant de les primitives coves de l'eremitori.

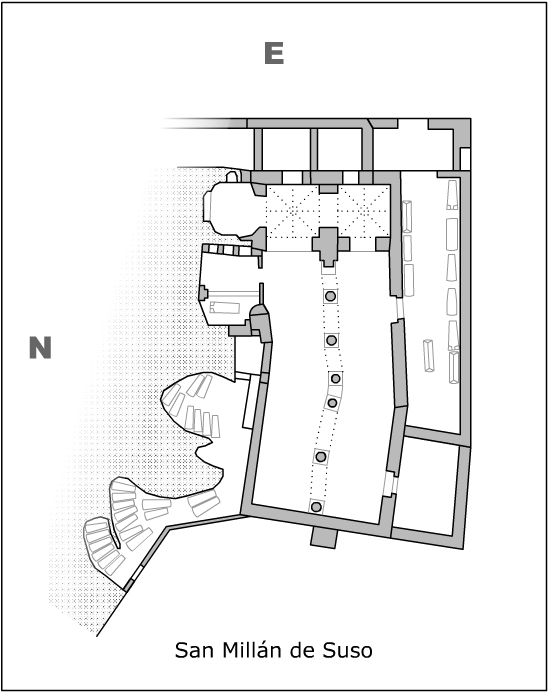
Planta del monestir

## Descripció
S'accedeix al temple per la porta de ferradura on encara es poden apreciar els efectes de l'incendi provocat per Almansor. Abans de seguir endavant hi ha diverses coses interessants per destacar:

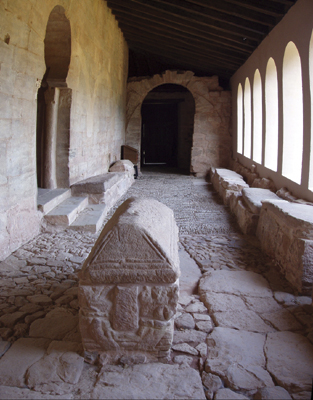
L'atri amb el paviment i les tombes

L'aparell del revers de l'esmentada porta d'entrada que conserva un nucli de l'obra visigòtica, la porta de ferradura del qual era ultrapassada en 1/3. Segurament la reconstrucció del segle xi la van fer ultrapassant-la en 1/2.
El paviment, fet amb còdols grisos i maons vermells que formen rosetes i esvàstiques. Es coneix aquest terra com catifa del portalejo; és un treball mossàrab de principis del segle xi i l'esmenta Gonzalo de Berceo a la Vida de Santa Oria anomenant-lo 'portaleio'. Descriu tota l'estança on són les tombes de famosos personatges:
A l'esquerra de la galeria, els sarcòfags dels Set Infantes de Lara, envoltant el seu preceptor, Nuño Salido. També en aquest porxo es troben les suposades tombes de Toda de Navarra, Ximena Fernández i Múnia I de Castella, reines de Navarra, així com del Senyor de Cameros Don Tello González. Des d'aquest atri es contempla una magnífica vista de la vall del Cárdenas.
Després hom entra al santuari per una porta que té un rústec i arcaic arc sense extradós i sense clau, que denota un tret visigot. Com a suports laterals té unes columnes bessones amb uns capitells molt interessants. L'església presenta dues naus.

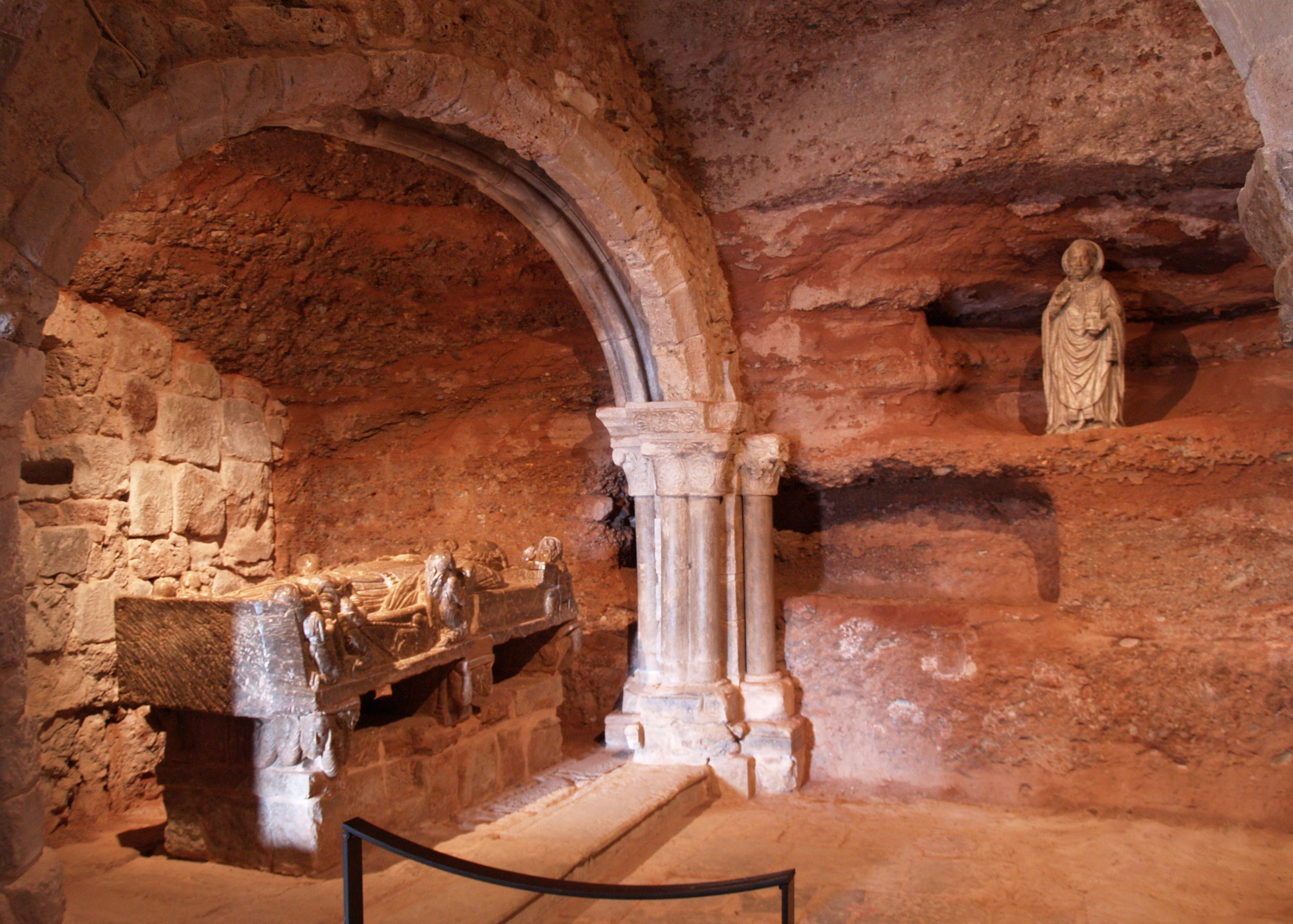
La cova amb el cenotafi de sant Emilià

Enfront d'aquesta porta es veuen els tres santuaris que van ser excavats a la roca. La cova més oriental (a la dreta) és probablement la part més antiga i es creu que fou la cel·la del sant. Es tracta del cenobi visigot, format per una sèrie de coves situades en dos nivells units per un pou on es diu que va viure sant Emilià fins a la seva mort en 574. Va ser enterrat aquí mateix, fins que en 1053 van traslladar les despulles al monestir de Yuso. Al monestir de Suso es conserva un cenotafi d'estil romànic, on es representa el jacent de sant. És una obra atribuïda al mateix autor del sepulcre de sant Domingo de la Calzada, a la ciutat d'aquest nom.
Les mènsules que presenta l'edifici són les més treballades de totes les sèries conegudes en l'estil mossàrab, similars a les de la façana est de la Mesquita de Còrdova. Decorades a base de les habituals esvàstiques, rosetes amb estrelles de sis puntes; un apèndix triangular agregat en el centre de la cara frontal, calat i decorat amb rodes solars i triangles curvilinis. Pot dir-se que es tracta aquí d'un veritable "barroquisme" mossàrab que es dona el segle x a la Rioja.